# Vahdinkarit
Vahdinkarit är en ö i Finland.   Den ligger i kommunen Salo i den ekonomiska regionen  Salo och landskapet Egentliga Finland, i den södra delen av landet, 110 km väster om huvudstaden Helsingfors.